# 瀑布 (阿拉斯加州)
瀑布（英語：Waterfall）是位於美國阿拉斯加州威尔士亲王-海德人口普查区的一個非建制地區。該地的面積和人口皆未知。

## 地理
瀑布的座標為55°17′50″N 133°14′26″W / 55.29722°N 133.24056°W，而該地的平均海拔高度為30米（即100英尺）。